# Sylt Challenger 2001
Il Sylt Challenger 2001 è stato un torneo di tennis facente parte della categoria ATP Challenger Series nell'ambito dell'ATP Challenger Series 2001. Il torneo si è giocato a Sylt in Germania dal 13 al 19 agosto 2001 su campi in terra rossa.

## Vincitori

### Singolare
Salvador Navarro ha battuto in finale  Dennis van Scheppingen con il punteggio di 6–3, 7–6(7)

### Doppio
Bobbie Altelaar /  Dennis van Scheppingen hanno battuto in finale  Rico Jacober /  Mark Nielsen con il punteggio di 7–6(3), 6–1